# Cserepes Károly
Cserepes Károly (Budapest, 1951. – ) magyar zenész, előadóművész, zeneszerző, neveléstudós, zenepedagógus.

## Életpályája
A magyar-ének szakos diploma megszerzése után 1976–1991 között – 15 évig – a Vízöntő együttes tagja volt.
Több országban koncertezett az együttessel. Önálló lemezeket és alkalmazott zenéket írt, alternatív zeneesztétikai tematikát dolgozott ki és tanított. Színpadi formációja az IPOMEA mühely.

## Lemezei
| - Vízöntő (1977) - Élő népzene (1978) - Mélyvíz (1985) - Villanypásztor (1988) - Gitania Express (1990) - Best (1990) | - Jeles napok (1984) - Szerelmeslemez (1985) - Kivándorlás (1989) - Apocyrpha (Sebestyén Mártával, 1992) - Shambhala (1997) - Helyből-távol (1998) - Danubian Trances (2003) - Ipomea (2005) - Handmade (2009) |

## Filmzenéi
- Holdasfilm (1984)
- Garabonciák (1985)
- István intelmei (1987)
- Tangram (1987)
- Széchenyi és Széchenyi (1989)
- Nomen est Omen (1989)
- Vigyázat, lépcső! (1989)
- Oh, szent Nemezis! (1991)
- Közjáték (1993)
- Sírj! (1996)
- Érzékek iskolája (1996)
- Ösvény a világ tetején (1996)
- Alfa TV (1997)
- Ott leszünk mi boldogok (1998)
- Ikonosztáz (2000)
- István, az apostoli király (2000)
- Vakvagányok (2001)
- Rabszolgavásár (2001)
- A kő, a víz és a kutya (2002)
- A Herceg haladéka (2006)
- Cserfa (2006)
- Labirintusok (2007)
- Álommalom (2008)
- Hunky Blues (2009)
- Zimmer Feri 2. (2010)
- Kellene kiskert, bőtermő! (2013)
- A rajzoló (2014)

## Színházi zenéi
- Ugrós lány (1984)
- Sír az út (1988)
- Indul a bakterház (1993; 1997)
- Bánomfai bolondulás (1993)
- Csongor és Tünde (1994)
- Feketetó (2018)

## Koreográfiai
- Gyerekjáték (1982)
- Roma (1986)
- Karácsonyi ének (1988)
- Eckhart Mester (1992)
- Vakvagányok (2001)
- Szindbád (2003)

## Előadásai
- Vízmű (1995)
- Könyvelő (1996)

## Díjai
- Fonogram-díj (2023)[2]